# Tjeckiska nationalbiblioteket
Tjeckiska nationalbiblioteket, Národní knihovna České republiky, är det tjeckiska nationalbiblioteket. Det grundades 1777 och har 6 919 075 volymer, varav hälften finns i huvudbyggnaden i Klementinum i Prag. Den andra hälften av samlingen förvaras i distriktet Hostivař. Nationalbiblioteket är det största biblioteket i Tjeckien, med cirka 6 miljoner dokument. Biblioteket har för närvarande cirka 20 000 registrerade läsare. Även om samlingen mestadels består av tjeckiska texter, förvarar biblioteket även äldre material från Turkiet, Iran och Indien. Biblioteket rymmer också böcker för Karlsuniversitetet i Prag.

## Förslag till ny byggnad

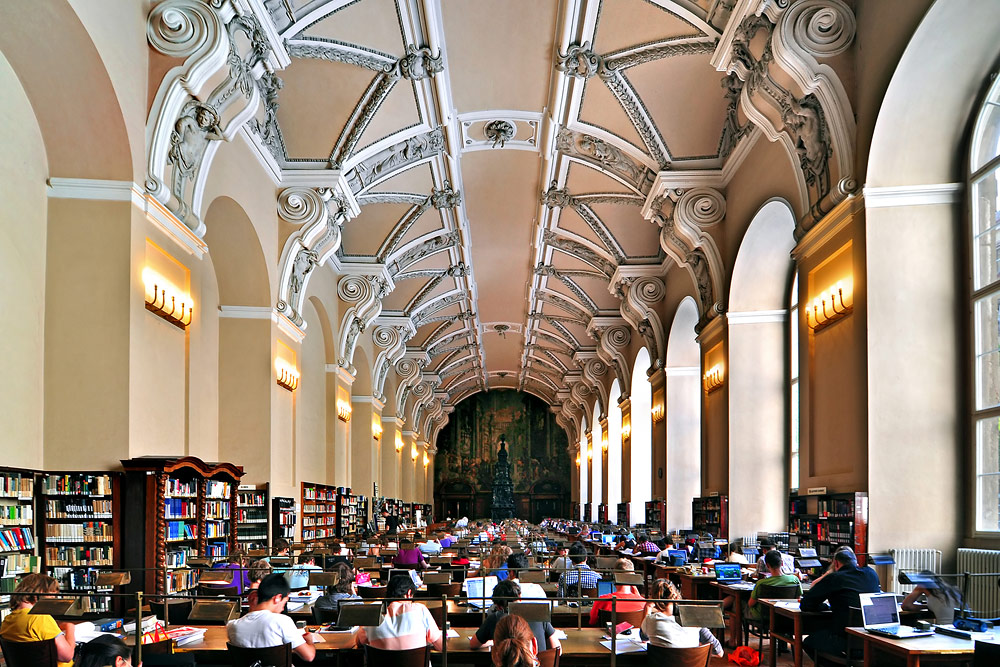
Allmän läsesal (tidigare matsal i jesuiternas residens i Clementinum).

År 2006 godkände det tjeckiska parlamentet finansieringen av byggandet av en ny biblioteksbyggnad på Letna-slätten, mellan Hradčanská tunnelbanestation och AC Sparta Prags fotbollsplan, Letná stadion. I mars 2007, efter en anbudsförfrågan, valdes den tjeckiske arkitekten Jan Kaplický ut av en jury för att genomföra projektet, med ett beräknat slutdatum 2011. Senare under 2007 försenades projektet efter invändningar angående dess föreslagna placering från regeringstjänstemän, inklusive Prags borgmästare Pavel Bém och president Václav Klaus. Planerna för byggnaden hade fortfarande inte beslutats i februari 2008, och ärendet remitterades till Byrån för konkurrensskydd för att avgöra om anbudet hade vunnits på ett rättvist sätt. Senare under 2008 tillkännagav kulturminister Václav Jehlička att projektet hade avslutats, efter ett beslut från EU-kommissionen att anbudsprocessen inte hade genomförts lagligt.

## Incidenter
Biblioteket påverkades av de europeiska översvämningarna 2002, då vissa dokument flyttades till de övre nivåerna för att undvika vattenskador. Över 4 000 böcker togs bort från biblioteket i juli 2011 efter översvämningar i delar av huvudbyggnaden. Det brann på biblioteket i december 2012, men ingen skadades i händelsen.